# Parapercis signata
Parapercis signata és una espècie de peix de la família dels pingüipèdids i de l'ordre dels perciformes.

## Descripció
- Fa 13 cm de llargària màxima.[7][8]
- Aleta dorsal amb 5 espines i 21 radis i anal amb 1 espina i 14-22 radis.
- Aletes pèlviques ben separades.
- Presenta una sèrie de 8 franges curtes i fosques al dors, sis de les quals es troben unides a taques negres de l'aleta dorsal.[9]

## Reproducció
És hermafrodita.

## Alimentació
Menja petits invertebrats i peixos.

## Hàbitat i distribució geogràfica
És un peix marí, associat als esculls (normalment, entre 30 i 35 m de fondària) i de clima tropical, el qual viu a l'Índic occidental: les illes Seychelles i Maldives.

## Observacions
És inofensiu per als humans.